# Graphomya rufitibia
Graphomya rufitibia är en tvåvingeart som först beskrevs av Stein 1918.  Graphomya rufitibia ingår i släktet Graphomya och familjen husflugor. Inga underarter finns listade i Catalogue of Life.